# Pico dos Loiros
O Pico dos Loiros ou Pico dos Lairos é uma elevação portuguesa de origem vulcânica localizada na freguesia açoriana das Quatro Ribeiras, concelho da Praia da Vitória, ilha Terceira, arquipélago dos Açores.
Este acidente montanhoso encontra-se geograficamente localizado próximo do Pico da Servidão, na parte Noroeste da ilha Terceira, eleva-se a 259 acima do nível do mar e encontra-se intimamente relacionado com Maciço Montanhoso do Pico Alto, do qual conjuntamente com o Pico Alto faz parte.
Esta formação geológica localizada no centro da ilha Terceira tem escorrimento de águas para a costa marítima a Noroeste e teve na sua formação geológica escorrimento lavico predominantemente em direcção ao mar também para o Noroeste da ilha Terceira, onde deu origem a altas arribas e a recortadas baías.
Este conjunto montanhoso formador de parte importante do Noroeste da ilha eleva-se em diferentes cotas de altitude, tendo o ponto mais elevado no Pico Alto a 809 metros acima do nível do mar.